# Триполи (Ајова)
Триполи (енгл. Tripoli) град је у америчкој савезној држави Ајова. По попису становништва из 2010. у њему је живело 1.313 становника.

## Демографија
Према попису становништва из 2010. у граду је живело 1.313 становника, што је 3 (0,2%) становника више него 2000. године.
| Група             | 2000.         | 2010.         |
| Белци             | 1.291 (98,5%) | 1.283 (97,7%) |
| Афроамериканци    | 2 (0,2%)      | 2 (0,2%)      |
| Азијати           | 1 (0,1%)      | 4 (0,3%)      |
| Хиспаноамериканци | 3 (0,2%)      | 15 (1,1%)     |
| Укупно            | 1.310         | 1.313         |